# École nationale d'administration (Gabon)
Pour les articles homonymes, voir École nationale d'administration.
L'École Nationale d’Administration est un établissement d'enseignement supérieur situé à Libreville au Gabon. Cette école post-universitaire forme les hauts cadres de l’administration publique. On y accède sur concours, le diplôme requis pour candidater est le master.

## Historique
En 1960, est fondé le Centre de formation administrative. Le 7 juin 1962, l'École nationale d'administration est créée par l'ordonnance n°25/PR.
En 2005, elle intègre à la section « magistrature » et devient « École nationale d'administration et de magistrature ».
L'ENAM redevient École nationale d’administration (ENA) en 2017 à la suite de la création de l’École de formation judiciaire du Niger.
L'ENA partage ses locaux avec l'École de préparation aux carrières administratives (EPCA).

## Missions
Les principales missions de l'École nationale d'administration est d'assurer la formation des hauts fonctionnaires de l'État et leur perfectionnement en cours de carrière, de promouvoir la recherche administrative, moderniser et dynamiser l'administration publique gabonaise par des formations initiales et continues et fournir à l'administration publique et parapublique un personnel préparé au statut d'administrateur civil, d'administrateur de santé, d'administrateur scolaire et universitaire, d'administrateur des collectivités locales; de conseiller des affaires étrangères et d'inspecteur principal du travail.

## Partenaires stratégiques
L'ENA a tissé des partenariats stratégiques à l'international, avec notamment l'École
nationale d'administration, en juin 2010, avec l'École nationale d'administration publique (ENAP-Québec) en novembre 2012, École des hautes études commerciales de Paris (HEC-Paris), le Management developpement institute of Singapour (MDIS), en octobre
2011.
Les partenariats ont pour ambition de mettre en œuvre des formations sur la gouvernance, le leadership, le management général et stratégique, le lobbying et les négociations internationales et
Sur le plan régional, l'ENA intègre le Programme de formation en management du secteur public (PFMSP) qui vise à donner une formation de top managers aux agents des onze pays membres (Gabon, Cameroun, Congo, Tchad,
RDC, Madagascar, RCA, Burundi, Rwanda, Seychelles et Cap-Vert). Ce programme est financé par la Fondation pour le renforcement des capacités en Afrique (ACBF) et est hébergé par l'ENA, en partenariat avec la faculté droit et sciences économiques de l'Université Omar Bongo.